# Austen Albu
Pour les articles homonymes, voir Albu.
Austen Harry Albu (21 septembre 1903 – 23 novembre 1994) est un député travailliste britannique d'Edmonton pendant 25 ans.

## Biographie
Austen Albu naît à Londres en 1903, fils de Ferdinand et Beatrice Albu. Il fait ses études à la Tonbridge School, dans le Kent, et au City and Guilds College, un collège constituant de l'Imperial College London.
Il épouse sa première femme, Rose Marks, en 1929. Ils ont deux fils avant sa mort en 1956. En 1958, il épouse la psychologue sociale anglo-autrichienne Marie Jahoda.

## Carrière
Au cours des années 1930 et au début des années 1940, Albu travaille chez Aladdin Industries à Greenford. À la fin des années 1940, il est vice-président de la sous-commission gouvernementale de la Commission de contrôle britannique en Allemagne pendant l'occupation alliée après la Seconde Guerre mondiale, où il prôna l'établissement d'une économie planifiée centralisée pour le pays, favorisant ainsi l'approche sociale-démocrate. De retour en Grande-Bretagne en 1947, il est directeur adjoint du British Institute of Management pendant une courte période jusqu'à son élection au Parlement.
Albu remporte son siège d'Edmonton pour la première fois lors d'une élection partielle en 1948 et le conserve jusqu'à sa retraite lors des élections générales de février 1974. De 1965 à 1967, il est ministre d'État aux Affaires économiques. Il rejoint ensuite le Parti social-démocrate (SDP).
Il est fellow de l'Imperial College of Science and Technology. Il est également l'auteur de plusieurs essais, le plus cité étant Socialism and the study of man. Il est également considéré comme l'un des auteurs des New Fabian Essays (1952).